# Лавицкий, Геннадий Михайлович
Геннадий Михайлович Лавицкий (бел. Генадзь Міхайлавіч Лавіцкі; 28 августа 1942, д. Ново-Белица, Сенненский район, Витебская область, БССР — 18 сентября 2013) — белорусский военный деятель, председатель Комитета государственной безопасности Республики Беларусь (1994).

## Биография
Родился 28 августа 1942 года в д. Ново-Белица Сенненского района Витебской области.
Трудовую деятельность начал в 1960 году рабочим изыскательно-русловой партии Витебского технологического участка речных путей.
В 1962 году призван на действительную военную службу, служил в Военно-морском флоте СССР. В 1966 году демобилизован, поступил в Витебский государственный педагогический институт. В 1970 году окончил институт по специальности биология и химия и направлен на работу в КГБ.
В органах государственной безопасности с 1970 года. После окончания в 1971 году Высших курсов КГБ в Минске направлен на службу в Управление КГБ при Совете Министров БССР по Витебской области, где прошел путь от оперуполномоченного до помощника начальника управления по кадрам.
В 1984 году назначен на должность заместителя начальника 3-го управления КГБ БССР. В 1984 году откомандирован в центральный аппарат КГБ СССР и назначен старшим инспектором Инспекторского управления. С 1988 по 1991 годы — заместитель Председателя КГБ БССР. Являлся депутатом Верховного совета Республики Беларусь 12-го созыва (1990—1995).
С 1991 года по 19 июня 1992 года — заместитель председателя КГБ Республики Беларусь, с 19 июня 1992 года по 22 февраля 1994 года — заместитель председателя КГБ Республики Беларусь — начальник Управления контрразведки.
С 22 февраля по 23 июля 1994 года — Председатель Комитета государственной безопасности Республики Беларусь.
С 18 октября 1995 года по 21 января 2004 года — Чрезвычайный и Полномочный Посол Республики Беларусь в Государстве Израиль.
Умер 18 сентября 2013 года. Похоронен на Восточном кладбище в Минске.

## Награды
- 15 медалей
- Почетная грамота Совета Министров Республики Беларусь (27 августа 2002)